# Praça Antenor Navarro

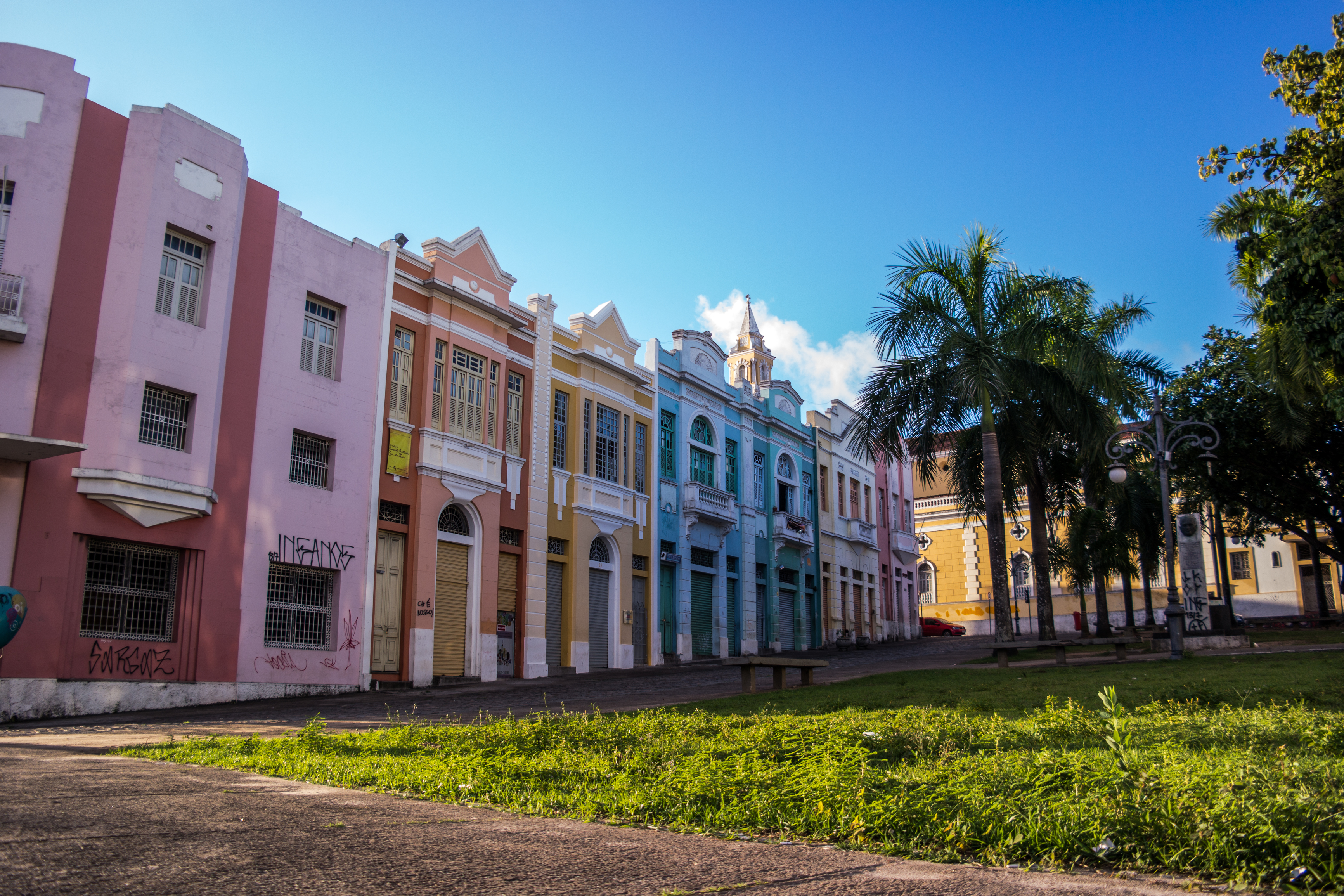
Vista dos casarios na Praça Antenor Navarro.

A Praça Antenor Navarro é uma praça localizada no centro histórico da cidade de João Pessoa no estado da Paraíba, no Brasil. Com seus sobrados coloridos dos séculos XIX e XX, construídos originalmente para abrigar lojas. A maior parte dessas construções tem o estilo batizado de eclético e Art déco. Mistura o clássico, o barroco e o neogótico. Atualmente, funcionam nessas casas bares, ateliês de artistas plásticos e a Fundação de Cultura de João Pessoa.

## Histórico

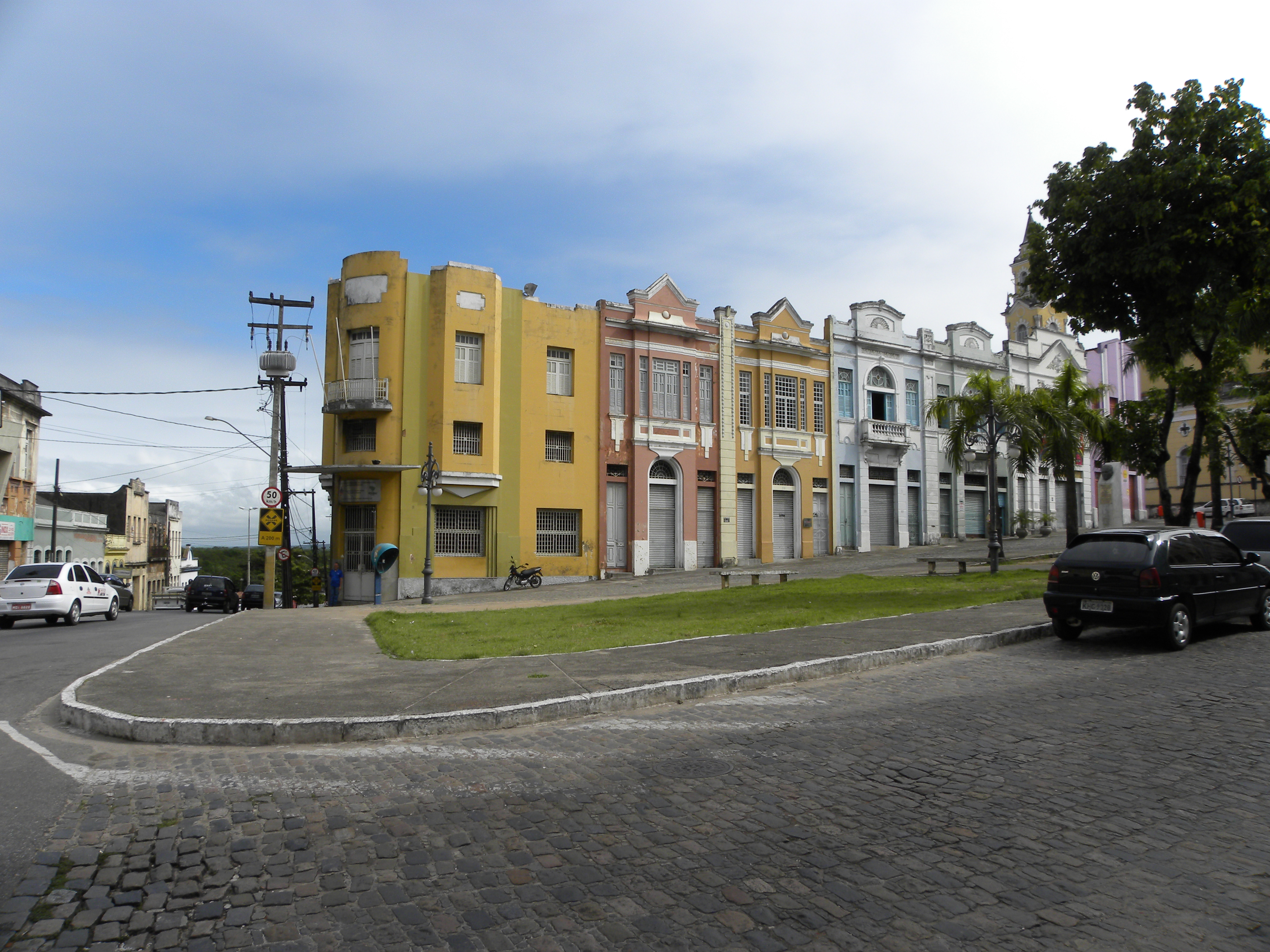
Vista da Rua Maciel Pinheiro na Praça Antenor Navarro.

As edificações apresentam arquitetura eclética, com alguns exemplares em Art déco. Atualmente, esses imóveis que entornam a praça encontram-se conservados e funciona a Fundação Cultural de João Pessoa (FUNJOPE), além de centros culturais. Em sua proximidade existe o quarteirão triangular conhecido como “ferro-de-engomar”. Para quem gosta de vida noturna, a Praça Antenor Navarro se tornou uma boa opção em João Pessoa.
A revitalização do local trouxe diversos bares, cafés, galerias e centros de lazer para a cidade. Além disso, é um ambiente frequentemente requisitado para fotografar, com seus sobrados coloridos no casario do começo do século XX, que faz do local um centro histórico-turístico.
Surgindo a partir do século XX, nas suas laterais, possui casarios históricos; que são imóveis de primeiro andar,  que eram casas comerciais no seu pavimento térreo e no pavimento superior funcionavam escritórios dos melhores profissionais liberais.
Movimentando a área do centro histórico com atividades e estabelecimentos ligados à cultura. Próximo à praça Antenor Navarro, na colina às margens do rio Sanhauá, é o local onde foi feito o acordo de paz entre os índios e os colonizadores portugueses, está o largo São Pedro Gonçalves, com diversos casarios do século XIX.

## Memória

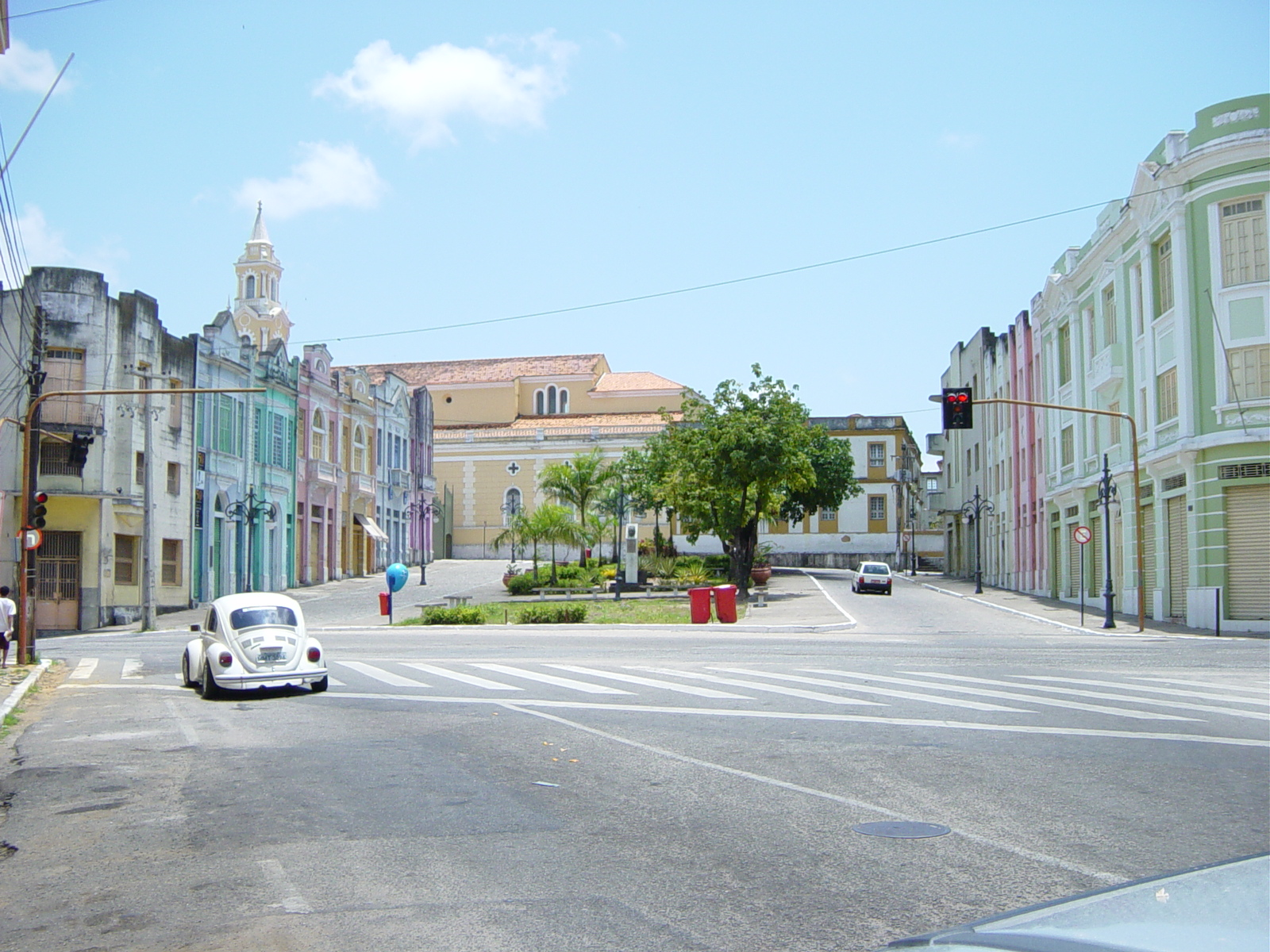
Praça Antenor Navarro, vista do cruzamento da Rua Maciel Pinheiro com a Rua Cândido Pessoa.

A praça Antenor Navarro, presta homenagem ao jornalista, engenheiro e político paraibano Antenor de França Navarro, nascido na cidade de Parahyba, atual João Pessoa, trabalhou no jornal A União, jornal O Combate e na revista Era Nova. Em 1919 formou-se engenheiro geógrafo no Rio de Janeiro, no ramo profissional se empenhou na urbanização do bairro de Brás de Pina. Graças a este feito, existe atualmente nesse bairro carioca uma avenida com seu nome.
Paralelamente ao trabalho de engenheiro, trabalhava também como jornalista na capital do Brasil (na época Rio de Janeiro), escrevendo no jornal O Imparcial, artigos sobre a situação política e social do país. Em um desses artigos lançou a candidatura de João Pessoa à presidência da Paraíba. Epitácio Pessoa, tio do candidato, teve sua atenção atraída pelo artigo e encorajou Antenor de França Navarro a escrever outros sobre o mesmo tema. Com a eleição vitoriosa de João Pessoa para a presidência do estado em 1928, foi nomeado diretor da Repartição de Águas e Saneamento, e retornou à Paraíba, onde integrou-se politicamente a José Américo de Almeida, então secretário do Interior e Justiça do estado.

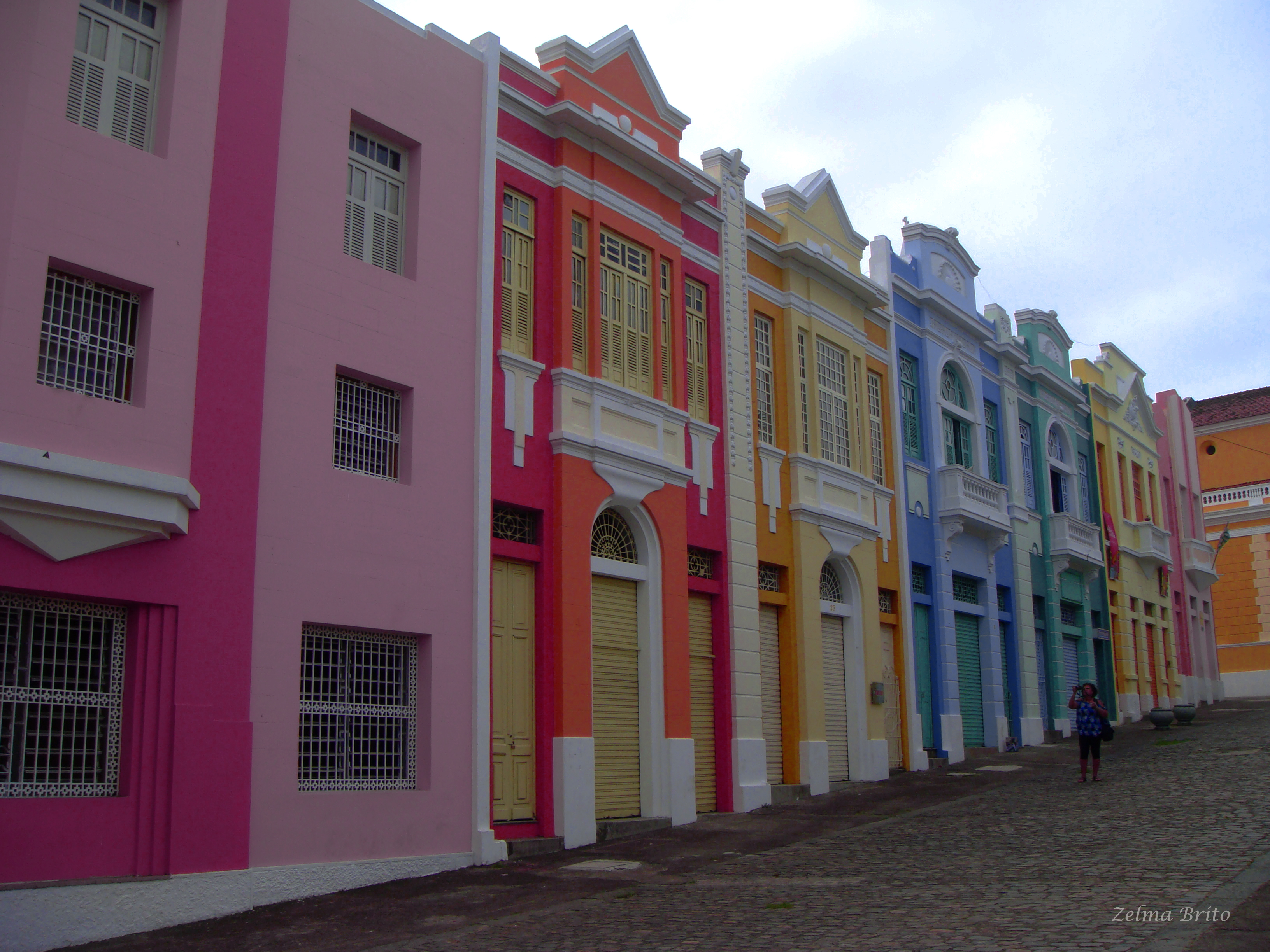
Imagens dos casarões na Praça Antenor Navarro.

Com o assassinato de João Pessoa em 1930 que era candidato a vice-presidente do Brasil na chapa encabeçada por Getúlio Vargas; se tornou obrigado a participar ativamente da Revolução de 1930, para defender seu estado e seus ideais revolucionários. Por conseguinte, foi presidente do estado da Paraíba, concluindo diversas obras iniciadas por João Pessoa, principalmente o Porto de Cabedelo. 

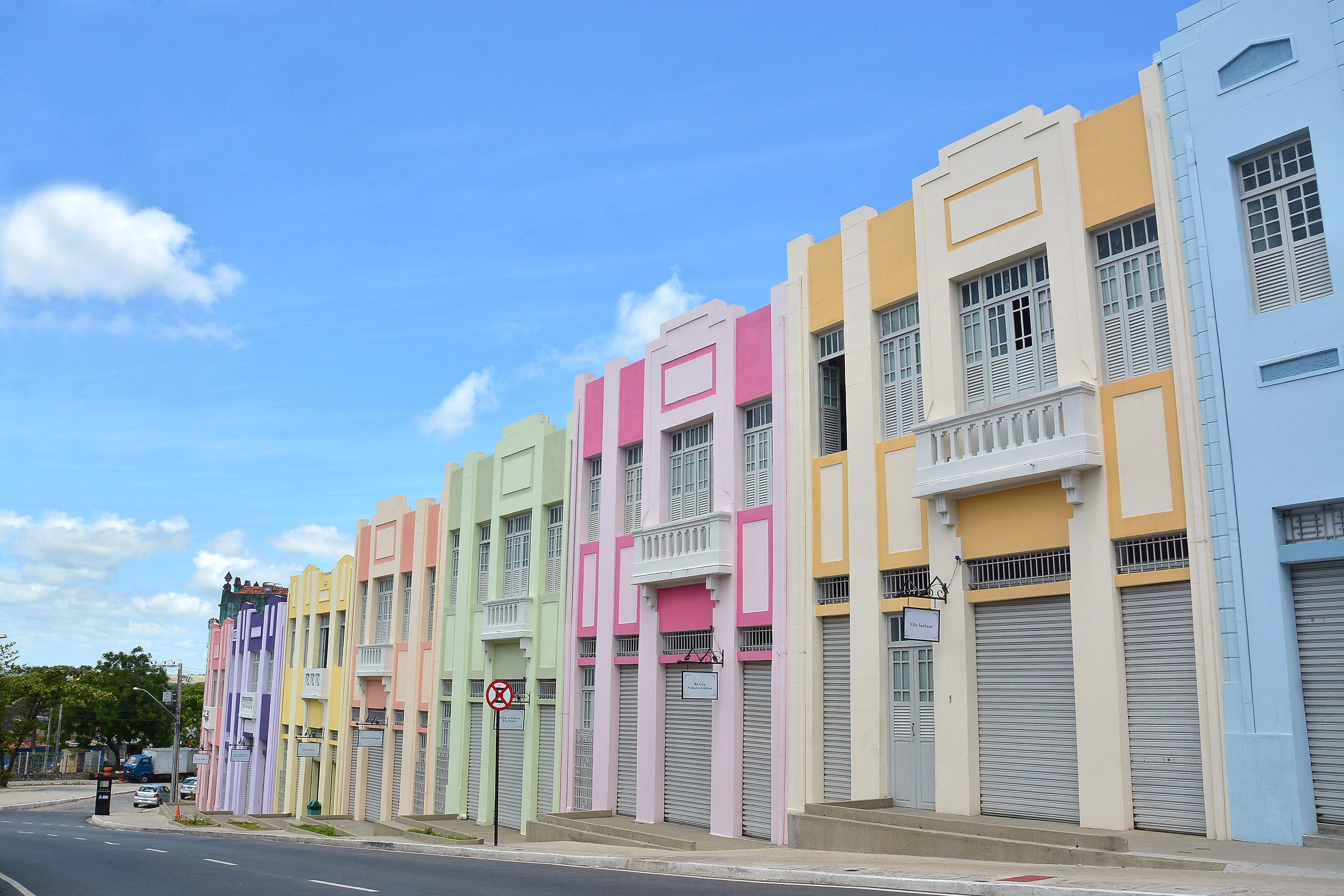
Vista da Villa Sanhauá, próximo á praça.

No dia 26 de abril de 1932, durante a viagem de volta da capital federal para resolver questões estaduais de combate a seca de 1932 que assolava o nordeste; o avião que o transportava caiu no estado da Bahia, causando a morte de Antenor de França Navarro, sendo sepultado na cidade de João Pessoa no dia 29 de abril de 1932, havendo grande comoção estadual na época, e grande repercussão a nível nacional.